# Eugène Siberdt
Eugène Siberdt (Antwerpen, 21 april 1851 - aldaar, 6 januari 1931) was een Belgische kunstschilder.

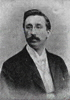
Portret van Eugène Siberdt door Frans Mortelmans

Hij kreeg zijn opleiding aan de Academie voor Schone Kunsten van Antwerpen onder leiding van Nicaise de Keyser.
Hij schilderde in postromantische stijl historiestukken, religieuze onderwerpen, veel portretten en genrestukken. Hij ging hierbij heel gedetailleerd en soepel te werk met gebruik van donkere tinten.

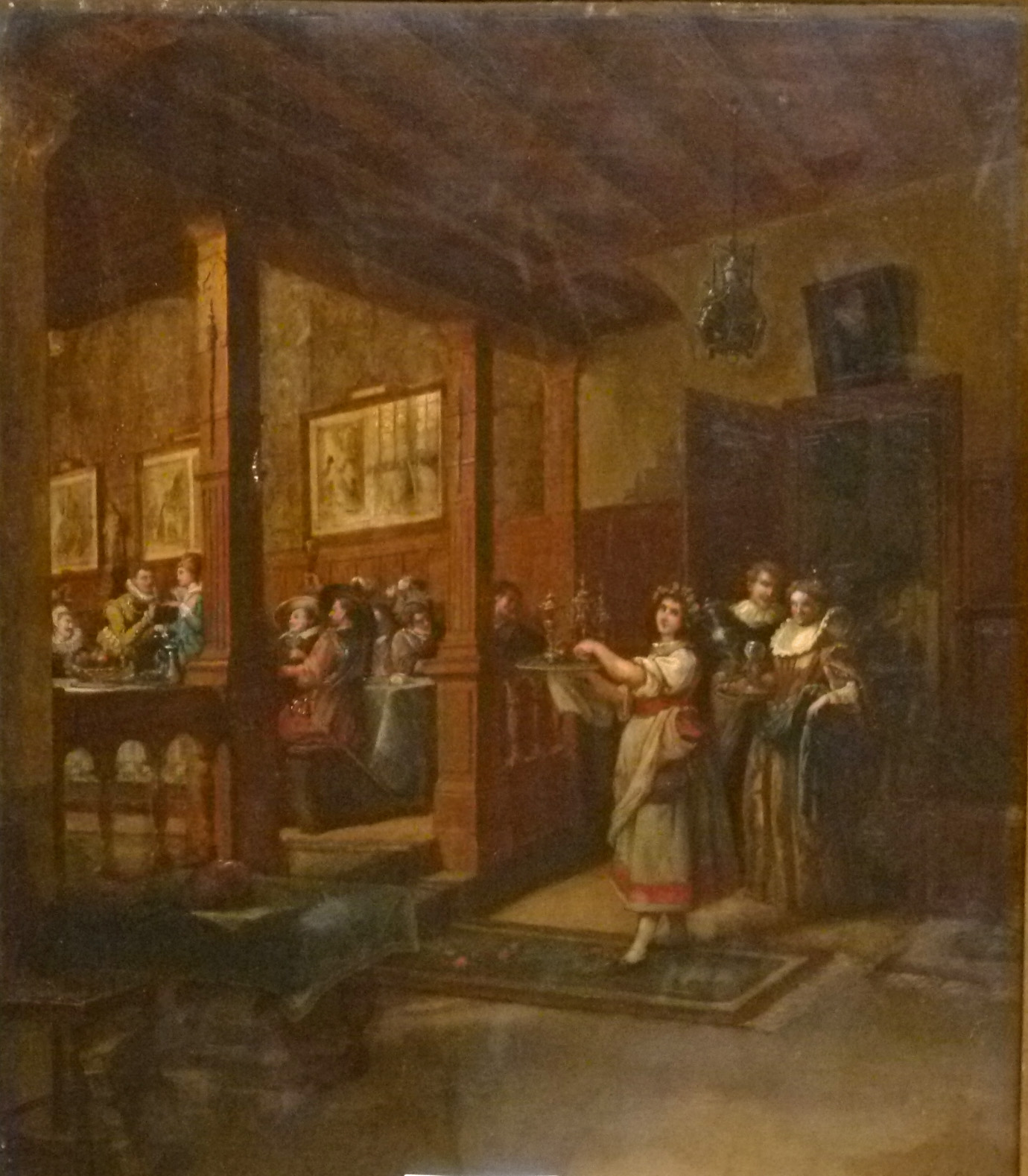
Het Feest (1903)

In 1873 bekwam hij de tweede plaats in de felbegeerde Prix de Rome. Vanaf 1874 stelde hij regelmatig en met succes tentoon op de voornaamste Belgische Salons. Hij werd ook aangesteld als officiële hofschilder.
In 1883 werd hij leraar aan de Academie van Antwerpen voor de tekenklas "Tekening figuur naar het leven". Hij wordt beschreven als pedanterig en een drilmeester, iemand die streefde naar perfectie. Het was hier dat hij in 1886 in aanvaring kwam met Vincent van Gogh. Een botsing met de rusteloze aard en koortsachtige werkmethode van Van Gogh was onvermijdelijk. Van Gogh tekende een gipsen afgietsel van een Griekse godin als een stevig gebouwde naakte Vlaamse matrone, tot afschuw van zijn leraar. Van Gogh noemde, in het bijzijn van de leerlingen, niet zijn wijze van tekenen maar de methodes van Siberdt volstrekt verkeerd. Dit leidde tot zijn verwijdering uit de klas. Toch mag men hier niet te veel nadruk op leggen, want in zijn laatste brief vanuit Antwerpen aan zijn broer Theo, maakte Vincent zelfs melding van een complimentje van zijn leraar.
Het bleef niet bij dit ene voorval met kunstenaars die later grote roem zouden verwerven: in 1896 werd Eugeen Van Mieghem door hem uit de academie gezet omdat hij zich niet wilde plooien voor het academisch onderricht.
Eugène Siberdt stierf op 6 januari 1931 te Antwerpen aan een longontsteking.
Zijn werken bevinden zich hoofdzakelijk in privébezit, maar ook in musea in Antwerpen en Brugge. Op veilingen behalen zijn werken redelijk hoge prijzen.